# Francisco Costa (estilista)
Francisco Costa (Guarani, 10 de maio de 1964) é o diretor criativo da coleção feminina da Calvin Klein. Costa ganhou o Council of Fashion Designers of America for Womenswear Designer of the Year em junho de 2006 assim como em junho de 2008. Costa também ganhou o National Design Award em 2009 na categoria Estilista.

## Infância, educação e treinamento
Costa é o segundo de cinco filhos. Nasceu em Guarani, Minas Gerais no Brasil. Sua mãe, Maria Francisca, era dona de uma fábrica de roupas para crianças na cidade, já seu pai, Jacy Neves da Costa, administrava um pequeno rancho. Em sua cidade natal, Costa costumava fazer desfiles de caridade.
Após a morte da mãe, Costa e um amigo, deixaram Minas Gerais e foram para Nova Iorque em 1985. Na época, ele tinha 21 anos e não falava inglês.   Ele matriculou-se no curso de línguas na Hunter College e teve aulas de moda no Fashion Institute of Technology pela noite, onde conseguiu uma bolsa competindo com 14 candidatos. Ele obteve a função de Herbert Rounick, cuja companhia Seventh Avenue fazia vestidos para Oscar de la Renta e Bill Blass. Costa começou a trabalhar par de la Renta após a morte de Rounick, desenhado para a firma japonesa da marca. Costa credita de la Renta por ensiná-lo a maior parte do que aprendeu sobre desenhar roupas e sobre a vida. Ele permaneceu na companhia de de la Renta durante cinco anos.

## Calvin Klein Collection
Costa tornou-se o principal estilista da coleção feminina da Calvin Klein Collection em 2002. Ele também já havia trabalhado na Gucci, onde foi assistente de Tom Ford. A primeira colaboração de Costa e Ford é conhecida como Cher Collection. Costa foi mencionado como possível substituto de Tom Ford na Gucci assim como na Yves Saint Laurent.

## Vida privada
A partir de maio de 2004, o parceiro de Costa era o treinador de cavalos John DeStefano Jr. Os dois permaneceram juntos durante quatorze anos. Costa e DeStefano conheceram-se na George Smith, uma loja de móveis em que Costa trabalhou.